# SR Saint-Dié
Sports Réunis Déodatiens oder kurz SR Saint-Dié ist ein französischer Fußballverein aus Saint-Dié-des-Vosges, im lothringischen Teil der Vogesen gelegen. Déodatiens ist das Adjektiv zum Ortsnamen.
Die Vereinsfarben sind Rot und Schwarz. Die Kampfmannschaft des Klubs tritt heutzutage im Stade Émile Jeanpierre an, das über eine Kapazität von rund 1.500 Zuschauerplätzen, darunter 335 Sitzplätze, verfügt und nach dem ersten Vereinspräsidenten benannt ist.

## Geschichte
Gegründet wurde der Verein im Jahr 1908 als Stade Déodatien; es dauerte dann bis 1936, ehe er zum ersten Mal in die höchste regionale Amateurspielklasse, die lothringische Division d’Honneur, aufstieg. 1946, bald nach Ende des Zweiten Weltkriegs, fusionierte Stade mit dem Lokalrivalen US Saint-Dié und nahm den Namen SR Déodatiens an. Der neue Klub löste in der Stadt Ende der 1940er Jahre einen kleinen „Fußballboom“ aus; so wurde seine Ligamannschaft, die lediglich in der damals sechstklassigen Promotion d’Honneur antrat, zu Nachbarschaftsderbys im Département Vosges von bis zu 1.000 Anhängern begleitet. SR fand auch materielle Unterstützung bei dem Inhaber eines örtlichen Textilunternehmens, der etlichen Spielern Arbeitsplätze verschaffte. Ihre Heimspiele trug die Mannschaft bis in die 1990er Jahre im schon vor dem Zweiten Weltkrieg errichteten Stade du Breuil aus, dessen Spielfläche in den 1970ern als „eine der katastrophalsten des Landes [und] kaum ligatauglich“ galt – „je nach Wetter hart wie Beton oder schlammig“.
Dennoch gelang den Déodatiens erst 1966 der erneute Aufstieg in die Division d’Honneur, drei Jahre darauf derjenige in die höchste französische Amateurliga, in der sie sich 1969/70 auf einen Zuschauerschnitt von rund 1.600 zahlenden Besuchern stützen konnte. Nachdem SR Saint-Dié sogar mehreren Saisons in der zweiten Division gespielt hatte (siehe unten), hatte der Klub sich bis Anfang der 1980er stark verschuldet – auch wenn das Bilanzminus für 1982 in Höhe von 450.000 Francs im frühen 21. Jahrhundert vergleichsweise gering anmutet – und konnte nur durch privates finanzielles Engagement des seinerzeitigen Vereinspräsidenten vor der Liquidation bewahrt werden. Seit Beginn der 1990er Jahre sind die Déodatiens über die Fünftklassigkeit nicht mehr hinausgelangt – mit entsprechend negativen Auswirkungen auf die durchschnittlichen Besucherzahlen. Bei den Punktspielen in der Spielzeit 1991/92, Saint-Diés Abstiegsjahr in die vierte Liga, entrichteten beispielsweise im Mittel nur mehr knapp 250 Zuschauer ihren Obolus an den Kassenhäuschen des Stade du Breuil, dessen Rekordbesuch bei 5.600 Zahlenden (1976) gelegen hatte.

## Ligazugehörigkeit und Erfolge
Der Verein hat noch nie Profistatus besessen und auch noch nie in der höchsten französischen Liga gespielt, war aber sieben Jahre lang (1975–1982) in der zweiten Division vertreten, die damals eine für Profis wie Amateure gleichermaßen offene, in zwei 18er-Staffeln aufgeteilte Liga war. Darin erreichten die Déodatiens 1978 und 1981 mit jeweils dem elften Rang in ihrer Gruppe ihre besten Platzierungen in der Abschlusstabelle.
Im Landespokalwettbewerb hat die SR Saint-Dié es bislang (2013) auf neun Hauptrundenteilnahmen gebracht; der zeitliche Schwerpunkt lag in dem Abschnitt zwischen Mitte der 1970er und Mitte der 1980er Jahre, die einstweilen letzte Teilnahme datiert aus der Spielzeit 1991/92. Der erste Vorstoß ins Zweiunddreißigstelfinale gelang 1936/37 noch Stade Déodatien; dann dauerte es bis 1974/75, und da bedurfte der Gegner Paris Saint-Germain FC nach einem 2:2 n. V. – diesem in Vittel ausgetragenen Match hatten rund 6.000 Fans der SRD beigewohnt – eines Wiederholungsspieles, um die lothringische Amateurelf auszuschalten. Diese zweite Partie fand im Stade Marcel-Picot von Nancy vor sogar 11.000 Zuschauern statt. Diese überstanden in den folgenden Jahren dreimal die erste Runde, um sich im anschließenden Sechzehntelfinale jeweils einem „großen Namen“ des französischen Fußballs beugen zu müssen: 1976 Stade Reims, 1978 OSC Lille und 1979 Olympique Marseille.
In der Saison 2013/14 ist Saint-Dié in der sechstklassigen Division d’Honneur vertreten.

## Bekannte ehemalige Spieler und Trainer
- Eugène Battmann, ab 1975 Spieler, 1976–1980 Spielertrainer
- René Charrier, Ex-Nationalspieler, 1980 bis 1982 in Saint-Dié
- Laurent Di Lorto, Trainer in den 1940er Jahren
- Robert Nouzaret, Trainer 1980–1982
- Robert Pintenat, Trainer 1994–?
- Robert Rico, Ex-Nationalspieler, 1976–1978
- Kalidou Koulibaly, Jugendspieler